# Tour de Capitello
La tour de Capitello (en corse : torra di Capiteddu) est une tour génoise située dans la commune de Grosseto-Prugna, dans le département français de la Corse-du-Sud. Napoléon Bonaparte et sa famille s'y sont réfugiés le 23 et 24 mai 1793 pour échapper aux fidèles de Pascal Paoli venus se venger du mandat d'arrestation émis contre celui-ci par la Convention.

## Protection
La tour de Capitello est inscrite monument historique par arrêté du 8 mars 1991.